# Североверхнесаксонский диалект
Североверхнесаксонский диалект (нем. Nordobersächsisch) — диалект немецкого языка, принадлежащий к тюрингско-верхнесаксонским диалектам восточносредненемецкой группы. В диалектологическом смысле является вариантом остерландского, очень близким к мейсенскому (верхнесаксонскому) диалекту. В старой традиции является частью верхнесаксонского. В современной диалектологии нередко принимается как диалект, параллельный остерландскому и верхнесаксонскому. Распространён в земле Саксонии-Ангальт (около городов Виттенберг, Биттерфельд-Вольфен и Йессен).